# Bradgatia
Bradgatia ist eine ausgestorbene Tiergattung des Ediacariums mit unsicherer taxonomischer Zuordnung.

## Etymologie
Der Gattungsname Bradgatia leitet sich von der Typlokalität im Bradgate Park  in Leicestershire in England ab. Der Artname linfordensis bezieht sich auf die Ortschaft Newtown Linford im Charnwood Forest.

## Typlokalität und Erstbeschreibung
Bradgatia wurde im Charnwood Forest bei Leicester in der Bradgate Tuff Formation entdeckt und im Jahr 1995 von Boynton und Ford wissenschaftlich erstbeschrieben.

## Vorkommen
Neben der Typlokalität im Charnwood Forest wird Bradgatia am Mistaken Point und am Bonavista Point in Neufundland  angetroffen. Das Fossil kommt außerdem in British Columbia vor.

## Beschreibung
Das buschartige Fossil Bradgatia linfordensis besteht aus sechs oder mehr Wedeln (englisch fronds), die von einem zentralen Verankerungspunkt an der Basis ausgehen. Sein Äußeres ähnelt einem zerdrückten Kohl. Sind mehrere Fossilien vorhanden, so sind sie regelmäßig und nicht statistisch verteilt. Bradgatia erreichte zwischen 8 und 22 Zentimeter an Höhe über dem Meeresboden. Das Fossil nahm in dieser ökologischen Höhenstufe eine dominierende Stellung ein und wurde nur noch von den in der Nähe angewachsenen Charnia und Charniodiscus überragt.